# Абдулла аль-Саїді
Абдулла аль-Саїді (Abdullah al-Saidi, нар. 1947) — єменський дипломат. Займав посаду посла Ємену в  ООН з 22 липня 2002 по 2011 рік, змінивши  Абдулла Салеха аль-Ашталя. Пішов з посади після Революції в Ємені (2011).
 Його змінив  Джамал Абдулла аль-Саллал на посту посла в ООН.

## Освіта
Має ступінь бакалавра з політології університету Лонг-Айленда отримавши в 1975 і ступінь магістра політології Колумбійського університету отриманий в 1982. 

## Кар'єра
Обіймав головні посади країни включно Віце-міністра закордонних справ (1999-2002), член Національного Арбітражного Комітету разом з Еритреєєю у справі про спори між архіпелагом Ханіш (1996-2002). 1995, Був радником міністра закордонних справ. З 1986 по 1988, був замом директора міністра закордонних справ. 1997, член делегації Ємену в ООН. ТАкож займав посаду міністра закордонних справ з 2014 по 2015 рік.

## Особисте життя
Одружений, має трьох дітей